# فاطما سردار
فاطما سردار (انگلیسی: Fatma Serdar؛ زادهٔ ۱ ژانویهٔ ۱۹۹۲) بازیکن فوتبال اهل ترکیه است.
وی همچنین در تیم‌های ملی فوتبال Turkey women's national under-17 football team و Turkey women's national under-19 football team بازی کرده‌است.